# Ren Qin
Ren Qin (chiń. 仁欽; ur. 28 marca 1962) – chiński zapaśnik w stylu wolnym. Olimpijczyk z Los Angeles 1984, gdzie odpadł w eliminacjach turnieju w kategorii 68 kg.
Zajął siedemnaste miejsce na mistrzostwach świata w 1982. Piąty na igrzyskach azjatyckich w 1986 roku.